# رون مور (كرة سلة)
رون مور (بالإنجليزية: Ron Moore) مواليد 16 يناير 1962 في نيويورك، هو لاعب كرة سلة أمريكي معتزل. بدأ مسيرته الاحترافية في سنة 1987. تم اختياره من قبل فريق نيويورك نيكس خلال الدرافت. اعتزل اللعب في 1999.

## المسيرة الاحترافية
لعب مع ديترويت بيستونز في موسم 1987–1988، ثم لعب مع فينيكس صنز في سنة 1988، ثم لعب مع أسوسيان ديبورتيفا أتيناس في الدوري الأرجنتيني من سنة 1992 إلى 1992.

## روابط خارجية
- رون مور على موقع إن بي أي (الإنجليزية)
- رون مور على موقع سبورتس رفرنس (الإنجليزية)
- رون مور على موقع كرة السلة الأوروبية.كوم (الإنجليزية)
- رون مور على موقع ريلجم (الإنجليزية)
- رون مور على موقع بروبوليرز (الإنجليزية)